# 大野陽子
大野 陽子（おおの ようこ、1989年11月27日 - ）は、島根県大田市出身の日本の柔道選手。階級は70kg級。身長169cm。血液型はA型。段位は参段。組み手は左組み。得意技は内股、寝技。立命館大学卒。2012年4月よりコマツ女子柔道部に所属。

## 来歴
柔道は6歳の時に大田少年柔道教室で始めた。島根県浜田第一中学3年の時に全国中学校柔道大会の63kg級で5位になった。同試合を見ていた立命館宇治高校の監督の目に留まり、立命館宇治高に進学。高校1年生からレギュラーとして活躍し団体・個人ともに3年連続でインターハイに出場した。3年生時に78kg級で3位に入り全国的に知られる存在になった。高校時代に左肩脱臼の怪我を負い手術した影響もあり大学2年生まで試合から遠ざかる。大学3年の時に全日本選手権に出場して兵庫県警の堀江久美子に判定で敗れるも5位になった。学生体重別では70キロ級決勝で地元で1年先輩だった山梨学院大学4年の谷口亜弥に優勢勝ちして初めて全国チャンピオンとなった。大学4年の時には体重別決勝で自衛隊体育学校の國原頼子に敗れるも2位となり頭角を現した
2012年にはコマツ女子柔道部の所属となると、実業団体で優勝した。講道館杯では決勝で了徳寺学園職員の谷口亜弥を有効で破って優勝を果たした。2013年の講道館杯では3位だった。2014年の体重別では初戦で綜合警備保障の田知本遥を有効で破るも3位だったが、実業団体では優勝を飾った。東アジア選手権では個人戦で2位だったが、団体戦で優勝した。2015年には実業個人選手権で優勝すると、講道館杯でも3年ぶり2度目の優勝を飾った。続くグランドスラム・東京では決勝で三井住友海上の新井千鶴と対戦すると、先に指導3まで取るが終了直前に追いつかれると、GSに入ってから3分過ぎに反則負けを喫して2位にとどまった。2016年の体重別では準決勝で新井に指導1で敗れて3位だった。アジア選手権では決勝で韓国の金省然を指導1で破って優勝を飾った。団体戦でも優勝した。実業個人選手権では2連覇を飾った。講道館杯では決勝で山梨学院大学2年の新添左季に大外刈で敗れて2連覇はならなかった。グランドスラム・東京では準々決勝で新井に内股で敗れると、その後の3位決定戦でもJR東日本の前田奈恵子に指導2で敗れて5位にとどまった。
2017年2月のヨーロッパオープン・オーバーヴァルトでは決勝でカナダのケリタ・ズパンシックを横四方固で破ったのをはじめ、全試合を寝技で一本勝ちして優勝した。4月の体重別では準決勝で新添に払巻込で敗れた。5月のアジア選手権では昨年に続いて決勝で金省然を崩上四方固で破り、今大会2連覇を果たした。団体戦でもオール一本勝ちしてチームの優勝に貢献した。6月の実業団体でも優勝した。11月の講道館杯では準々決勝で環太平洋大学1年の田中志歩に技ありで敗れて3位だった。12月のグランドスラム・東京では準決勝で田中、決勝では世界チャンピオンとなった新井にそれぞれ反則勝ちしてグランドスラム大会初優勝を飾った。
2018年2月のグランドスラム・デュッセルドルフでは決勝でクロアチアのバルバラ・マティッチを崩袈裟固で破るなど、準決勝の技あり優勢勝ち以外は一本勝ちして優勝を飾った。。4月の体重別では決勝で新井を一本背負投で破って今大会初優勝を飾り、世界選手権代表に選出された。この際に、「一本でも指導でも、勝てば何でもいい」「（世界選手権では）必ず優勝する」とコメントした。6月の実業団体では2位だった。7月のグランプリ・ザグレブでは決勝でフランスのマリー＝エヴ・ガイエにGSに入ってから技ありを取られて敗れた。これにより、2014年の東アジア選手権個人戦決勝で敗れて以来続いてきた外国選手に対する連勝記録（不戦勝を1つ含む）も37で止まった。9月の世界選手権では準々決勝でモロッコのアッスマー・ニアンに小外掛で敗れるも、その後の3位決定戦ではプエルトリコのマリア・ペレスにGSに入ってから反則勝ちして3位になった。試合後には、「（準々決勝は）2つ持っていれば投げられなかった。絶対に決勝まで行かないといけなかった」とコメントした。世界団体では準決勝までの2試合を一本勝ちするものの、決勝のフランス戦ではガイエに敗れるがチームは優勝を飾った。11月のグランドスラム・大阪では準々決勝でフランスのマルゴー・ピノに技ありで敗れると、3位決定戦でも山梨学院大学4年の新添左季に合技で敗れて5位だった。12月のワールドマスターズでは初戦でオーストリアのミハエル・ポレレスに技ありで敗れた。
2019年2月のグランドスラム・パリでは準々決勝で地元のガイエを内股で破るなどして決勝まで進むと、同じく地元のピノにGSに入ってから反則勝ちを収めて優勝を飾った。この際に、「（メダルの色で）金と銀の差がすごく大きいことを知っているので、ほっとしている。すごく勝ちにこだわって、金メダルを取れた」とコメントした。4月の体重別では決勝で新添を小外刈の技ありで破って、今大会2連覇を飾った。なお、世界選手権代表には選ばれなかったものの、昨年に続いて世界団体のメンバーには選出された。6月の実業団体では三井住友戦で新井と引き分けるも、チームは優勝した。7月のグランプリ・ザグレブでは初戦でオランダのキム・ポリングに裏投げで敗れた。9月の世界団体では準決勝のブラジル戦のみの出場となったが、自らが試合に出る前にチームの勝利が決まったために出番はなかった。11月の講道館杯では2回戦でJR東日本の宇野友紀子に技ありで敗れた。続くグランドスラム・大阪では準決勝でベネズエラのエルビスマル・ロドリゲスを技ありで破ると、決勝ではポリングを送襟絞で破って優勝した。12月のワールドマスターズでは初戦でイタリアのアリーチェ・ベッランディに支釣込足で敗れた。
2020年2月のグランドスラム・パリでは準決勝で世界選手権2位であるポルトガルのバルバラ・ティモを横四方固で破ると、決勝では新添を一本背負投で破って今大会オール一本勝ちで2連覇した。しかしながら、東京オリンピック代表にはこれまでの成績がライバルの新井に及ばないと判断されて、選出されなかった。10月の講道館杯では準々決勝で桐蔭横浜大学4年の寺田宇多菜に技ありで敗れるも、その後の3位決定戦で新添を合技で破って3位になった。11月には来年に延期された東京オリンピックの補欠に選ばれた。
2021年1月のワールドマスターズでは準決勝でオランダのサンネ・ファンデイケに反則勝ちすると、決勝でロシアのマディナ・タイマゾワを縦四方固で破って優勝した。4月の体重別では準決勝でJR東日本の寺田宇多菜に背負投で敗れた。しかし、世界選手権代表には選出された。2021年の世界選手権では準決勝でオランダのサンネ・ファンデイケに技ありを先取されるも、内股で技ありを取り返すと、抑え込んで逆転勝ちした。しかし、決勝ではマティッチに技ありを取られて2位にとどまった。10月のグランドスラム・パリでは準々決勝で新添に合技で敗れるも、その後の敗者復活戦を勝ち上がって3位になった。
2022年2月のグランドスラム・パリでは準々決勝で地元フランスのマルゴー・ピノに小内巻込で敗れるも、その後2戦続けて不戦勝となって3位になった。4月の体重別では準決勝でJR東日本の田中志歩に反則負けして3位だった。なお、アジア大会代表に選ばれた。6月のグランドスラム・ウランバートルでは準決勝まで全て一本勝ちするも、決勝はIJF名義での出場となったタイマゾワに小内巻込で技ありを取られた後に浮技で敗れて2位だった。8月のアジア選手権では決勝でウズベキスタンのグルノザ・マトニヤゾワを腕緘で破って優勝した。団体戦で日本チームは6人のうち4人しか出場しなかったため後のない戦いを強いられることになったが、決勝のモンゴル戦で個人戦の63㎏級で優勝したボルド・ガンハイチを技ありで破ると、代表選でもボルドを合技で破ってチームを優勝へ導いた。10月には現役引退を表明した。

## 戦績
- 2004年 - 全国中学校柔道大会 5位（63kg級）
- 2007年 - インターハイ 3位
- 2009年 - 体重別団体 3位
- 2009年 - 全日本学生柔道優勝大会 優勝
- 2010年 - 全日本選手権 5位
- 2010年 - 全日本学生柔道優勝大会 5位
- 2010年 - 学生体重別 優勝
- 2010年 - 体重別団体 3位
- 2011年 - 体重別 2位
- 2011年 - 学生体重別 3位
- 2011年 - グランプリ・アムステルダム 3位
- 2011年 - 体重別団体 2位
- 2011年 - 講道館杯 5位
- 2011年 - グランドスラム・東京 5位
- 2012年 - 実業団体 優勝
- 2012年 - 講道館杯 優勝
- 2013年 - ヨーロッパオープン・オーバーヴァルト 3位
- 2013年 - グランプリ・ウランバートル 3位
- 2013年 - 講道館杯 3位
- 2014年 - 体重別 3位
- 2014年 - 東アジア選手権 個人戦 2位、団体戦 優勝
- 2014年 - 実業団体 優勝
- 2015年 - 実業個人選手権 優勝
- 2015年 - 講道館杯 優勝
- 2015年 - グランドスラム・東京 2位
- 2016年 - 選抜体重別 3位
- 2016年 - アジア選手権 個人戦 優勝、団体戦 優勝
- 2016年 - 実業個人選手権 優勝
- 2016年 - 講道館杯 2位
- 2016年 - グランドスラム・東京 5位
- 2017年 - ヨーロッパオープン・オーバーヴァルト 優勝
- 2017年 - 体重別 3位
- 2017年 - アジア選手権 個人戦 優勝、団体戦 優勝
- 2017年 - 実業団体 優勝
- 2017年 - 講道館杯 3位
- 2017年 - グランドスラム・東京 優勝
- 2018年 - グランドスラム・デュッセルドルフ 優勝
- 2018年 - 体重別 優勝
- 2018年 - 実業団体 2位
- 2018年 - グランプリ・ザグレブ 2位
- 2018年 - 世界選手権 3位
- 2018年 - 世界団体 優勝
- 2018年 - グランドスラム・大阪 5位
- 2019年 - グランドスラム・パリ 優勝
- 2019年 - 体重別 優勝
- 2019年 - 実業団体 優勝
- 2019年 - 世界団体 優勝
- 2019年 -　グランドスラム・大阪　優勝
- 2020年 -　グランドスラム・パリ　優勝
- 2020年 -　講道館杯　3位
- 2021年 -　ワールドマスターズ　優勝
- 2021年 -　体重別　3位
- 2021年 -　世界選手権　2位
- 2021年 - 世界団体 優勝
- 2021年 -グランドスラム・パリ　3位
- 2022年 -　グランドスラム・パリ　3位
- 2022年 - 体重別 3位
- 2022年 - 実業団体 2位
- 2022年 -　グランドスラム・ウランバートル 2位
- 2022年 -　アジア選手権 個人戦 優勝 団体戦 優勝

（出典、JudoInside.com）